# Der Schrecken von Texas (1948)
Der Schrecken von Texas (Originaltitel Return of the Bad Men) ist ein US-amerikanischer Western aus dem Jahr 1948 von Ray Enright. Wie bereits im Vorgängerfilm, dem 1946 entstandenen Westerndrama Land der Banditen (Originaltitel Badman’s Territory) ist Randolph Scott wiederum in der Hauptrolle besetzt, Robert Ryan, Anne Jeffreys und George Hayes sind in tragenden Rollen zu sehen. Der Film wurde von RKO Pictures produziert.

## Handlung
1889 kommt es zum Oklahoma Land Run, bei dem das Oklahoma-Territorium zur Landnahme durch Siedler freigegeben wird. Dies zieht jedoch nicht nur Siedler an, sondern auch zwielichtige Gestalten und Gesetzlose.
Eine Gruppe Gesetzloser, unter ihnen die Younger-Brüder, Sundance Kid, Wild Bill Yeager und Billy the Kid, will unter der Anführung von Wild Bill Doolin, dessen Nichte Cheyenne auch dazu gehört, die Bank des Städtchens Braxton ausrauben. Diese gehört John Pettit, dessen verwitwete Tochter Madge dort als Angestellte arbeitet. Cheyenne kann ein Telegramm an Pettit abfangen, in dem vor dem geplanten Überfall gewarnt wird. Die Gesetzlosen geben sich als Rancher aus und suchen Pettit in seinem Büro auf. Madges Sohn Johnny sieht, wie die Gesetzlosen Geld einstecken und alarmiert die Stadtbewohner. Die Räuber können flüchten, doch Cheyenne wird am Arm angeschossen und bleibt zurück.
Vance Cordell, ehemaliger Texas Ranger und Madges Verlobter, trifft als erster auf Cheyenne und nimmt sie mit auf seine Ranch, wo er ihre Verletzung versorgt. Nachdem er herausgefunden hat, dass Cheyenne eine Verbrecherin ist, will er sie zur Einsicht bringen. Als sie davon jedoch nichts hören will und sich seinen Argumenten verweigert, ist Vance entschlossen sie, wenn nötig mit vorgehaltener Waffe, in die Stadt zurückzubringen. Sundance, Billy the Kid und Cole Younger kommen bei ihrer Suche zur Cordell-Ranch. Sie töten einen alten Farmmitarbeiter, der sich weigert, ihnen Auskunft zu geben. Später finden sie Vance und Cheyenne und befreien ihre Gefährtin. Auf dem Weg zum Rest der Gruppe wird Cheyenne nachdenklich. Sie beschließt, das geraubte Geld zurückzugeben. Sie entwaffnet ihre Kumpane und reitet zurück zu Vance, der sie in die Stadt bringt.
Braxton soll aufgegeben werden, viele Einwohner sind fortgezogen. Auch Madge zieht mit ihrem Sohn weg. In Kansas City soll ihre Heirat mit Vance stattfinden. Im Chaos der Landnahme wird nahe der Geisterstadt Braxton eine neue Stadt unter dem Namen Guthrie gegründet. Während Pettit eine neue Bank eröffnet, soll Vance vorübergehend Marshal der Stadt werden. Zuerst lehnt er ab, nimmt das Amt aber nach einem Postkutschenüberfall doch an.
Madge kommt nach Guthrie um Vance abzuholen. Der jedoch will sich seiner Verantwortung nicht entziehen, was Madge, deren erster Mann als Sheriff im Dienst erschossen wurde, schließlich akzeptiert. Cheyenne ist mittlerweile rehabilitiert und wird in Vances Obhut gegeben. Sie legt ihren Spitznamen ab und trägt ihren richtigen, Jeannie McBride. Vance lässt sie das Telegrafenbüro leiten. Mit der Zeit verliebt sich Jeannie in Vance.
Die Gesetzlosen, mittlerweile um die Dalton-Brüder verstärkt, beginnen mit Raubzügen. Vance verpflichtet Stadtbewohner als Deputies, um der Lage Herr zu werden. Madge wird eifersüchtig und stellt Jeannie zur Rede, die ihr daraufhin rät, Vance so schnell wie möglich zu heiraten. Madge macht Vance einen Antrag, den dieser jedoch sanft zurückweist.
Vance erfährt, dass sich die Gesetzlosen in der Geisterstadt Braxton versteckt halten. Mit seinen Deputies will er die Verbrecher angreifen. Im ehemaligen Saloon werden die Gesetzlosen umzingelt. Doolin wird gefangen genommen, die anderen Gesetzlosen können flüchten. Sundance will Doolin befreien. Dazu will er Jeannie zwingen, ihm den Zeitpunkt des Abtransports Doolins zu verraten. Jeannie weigert sich, Sundance versucht sie zu erwürgen. Wieder ist es Johnny, der die Tat sieht und die Einwohner alarmiert.
Sundance und einige seiner Kumpane können fliehen. Als das Pferd eines der Gesetzlosen lahmt, erschießt Sundance den Mann. Vance tötet Wild Bill Yeager und verfolgt Sundance. Zuletzt kann Vance den Räuber töten. Einige Zeit später sind Vance und Madge verheiratet. Sie informieren Madges Vater, dass sie in Guthrie bleiben wollen. Dieser jedoch hat genug vom Bankgeschäft und will lieber nach Kalifornien ziehen.

## Produktion

### Produktionsnotizen
Gedreht wurde der Film von Ende Mai bis Mitte Juli 1947 auf der Movie Ranch von RKO in Encino. Weitere Aufnahmen entstanden in Santa Clarita, Bakersfield und Fillmore.
1951 wurde mit Der Rächer (Originaltitel: Best of the Badmen) ein dritter Teil gedreht.

### Stab und Besetzung
Albert S. D’Agostino und Ralph Berger waren die Filmarchitekten, Darrell Silvera und James Altwies die Szenenbildner. Renié Conley war für die Kostüme verantwortlich, Constantin Bakaleinikoff war der musikalische Direktor.
In kleinen nicht im Abspann erwähnten Nebenrollen traten Ernie Adams in seiner letzten Filmrolle als Leslie, Lane Chandler als Ed, Bud Osborne als Kutscher Steve, Snub Pollard als Barkeeper und Harry Shannon als Wade Templeton auf. Tom Keene nutzte sein Pseudonym Richard Powers.

### Synchronisation
Die deutsche Synchronfassung entstand 1950 unter der Synchronregie von Reinhard W. Noack nach dem Dialogbuch von Richard Busch in Berlin.
| Darsteller           | Rolle                      | Synchronsprecher      |
| -------------------- | -------------------------- | --------------------- |
| Randolph Scott       | Vance Cordell              | Siegfried Schürenberg |
| Anne Jeffreys        | Jeannie McBride (Cheyenne) | Erika Goerner         |
| George ‚Gabby‘ Hayes | John Pettit                | Walter Werner         |
| Steve Brodie         | Cole Younger               | Fritz Ley             |
| Lex Barker           | Emmett Dalton              | Manfred Meurer        |
| Dean White           | Billy the Kid              | Werner Peters         |
| Robert Armstrong     | Wild Bill Doolin           | Alfred Haase          |
| Jason Robards senior | Richter Harper             | Georg Gütlich         |
| John Hamilton        | Doc Green                  | Eduard Wandrey        |
| Walter Baldwin       | Muley Wilson               | Hans Hessling         |

### Veröffentlichung
Die Premiere des Films fand am 17. Juli 1948 in den USA statt. In der Bundesrepublik Deutschland kam er am 13. Oktober 1950 in die Kinos, in Österreich am 16. Februar 1951. Im deutschen Fernsehen wurde der Film auch unter dem Titel Der Schrecken von Oklahoma ausgestrahlt.
Im Jahr 1948 wurde der Film zudem im Vereinigten Königreich und in Chile veröffentlicht, 1949 in Schweden, Mexiko, Frankreich (Cannes Film Festival) und in Italien. In Finnland wurde der Film 1950 erstmals veröffentlicht, in Portugal 1951 und in Dänemark 1954. Im April 1956 wurde der Film in Memphis in Tennessee erstveröffentlicht sowie erstmals im amerikanischen Fernsehen gezeigt. In der Türkei erfolgte einer Veröffentlichung im August 1957. Veröffentlicht wurde der Film zudem in Belgien, Brasilien, Kanada, Griechenland, Rumänien, Spanien sowie im ehemaligen Jugoslawien.
Im Juni 2017 gab 375 Media/Nine Dragon den Film innerhalb der Reihe Western-Perlen unter der Nummer 5 mit einer deutschen Tonspur auf DVD heraus,

## Kritiken
Das Lexikon des internationalen Films schrieb: „Durchschnittlicher Western mit viel Melodramatik.“
Die Filmzeitschrift Cinema befand: „Dieses kurzweilige Kräftemessen der Wildwestlegenden setzte Gebrauchsregisseur Ray Enright (‚Die Freibeuterin‘) kurz vor dem Niedergang des einst glorreichen Studios RKO Radio Pictures (u. a. ‚King Kong‘, ‚Katzenmenschen‘) kompetent um. Kraftzentrum sind die erfahrenen Hollywood-Haudegen Ryan und Scott.“ Das Fazit lautete: „Hollywood-Western aus den guten alten Tagen“.
Dennis Schwartz stellte fest, dass der Regisseur Ray Enright entgegen dem Drehbuch der Autoren Charles O’Neal, Jack Natteford und Luci Ward, die den Film einfach nur unterhaltsam hätten gestalten wollen, ihn lieber rasant angehe. Es handele sich um einen Standard-Western, an dem nichts besonders sei. Die Hauptdarsteller Scott und Ryan seien jedoch überzeugend in den Szenen, in denen sie sich direkt gegenüberständen. Ihre Leistung sei bemerkenswert.
Derek Winnert sah das ähnlich, betonte jedoch, dass es neben jeder Menge Pulverrauch auch viele, viele gute Starschauspieler, darunter Randolph Scott, Robert Ryan, Anne Jeffreys, Jacqueline White, Steve Brodie, George ‚Gabby Hayes‘ und Lex Barker im Film gebe, die bewundernswert gegen ein ziemlich routiniertes Drehbuch anspielen müssten.